# Zdeněk Kučera (teolog)
Zdeněk Kučera (30. března 1930 Bratislava – 15. června 2019 Praha) byl český teolog, duchovní Církve československé husitské, filozof, etik, profesor Husovy československé bohoslovecké fakulty a Husitské teologické fakulty Univerzity Karlovy, jejíž byl dlouholetým děkanem.

## Život
Zdeněk Kučera se narodil 30. března 1930 v Bratislavě, kterou byla jeho rodina nucena opustit v roce 1939 a následně žil v Praze. Po maturitě na Klasickém gymnáziu v roce 1949 studoval na Husově československé evangelické fakultě bohoslovecké u Josefa Hromádky, Františka Bartoše, po vzniku HČBF (1950) u Zdeňka Trtíka a Františka Kováře, a na Filozofické fakultě UK. Po vystudování byl v roce 1955 vysvěcen na kněze Církve československé.
V letech 1966–74 byl přednostou ideového odboru Úřadu patriarchy CČSH u patriarchy Nováka a po studiích v Basileji u Karla Bartha byl v letech 1968 až 1970 odborným asistentem na Husově československé bohoslovecké fakultě, ale poté byl v rámci normalizace donucen pracovat v dělnických profesích a ve stavebnictví.
Na bohosloveckou fakultu se vrátil v roce 1979 jako docent a v roce 1981 získal profesuru. V roce 1990 byl zvolen děkanem HČBF a následně po její inkorporaci do Univerzity Karlovy byl třikrát děkanem Husitské teologické fakulty Univerzity Karlovy.
Přednášel na více než dvaceti zahraničních univerzitách, byl viceprezidentem Deutsche Paul Tillich Gesellschaft v letech 1982–6.
Byl nositelem rakouského Čestného kříže Za vědu a umění I. stupně, tří papežských medailí, rytířem Řádu svatého Lazara a nositelem vyznamenání Pro ecclesia et pontifice.

## Dílo

### Knihy a skripta
- Kučera, Zdeněk. Trojiční teologie: Skripta pro stud. účely Husovy čs. fak. bohosl. v Praze. Kniha 1., Trojiční základ a tradice. 1. vyd. Praha: Ústřední církevní nakladatelství, 1984. 118 s.
- Kučera, Zdeněk. Trojiční teologie: skriptum pro stud. účely Husovy čs. bohosl. fak. v Praze. kniha 2., Trojiční teologie církve československé husitské. 1. vyd. Praha: Ústřední církevní nakladatelství, 1983. 141 s.
- Kučera, Zdeněk. Trojiční teologie: Skriptum pro stud. účely Husovy čs. bohosl. fak. v Praze. Kniha 3., Časovost trojiční teologie. 1. vyd. Praha: Ústřední církevní nakladatelství, 1983. 95 s. Skripta Husovy čs. bohoslov. fakulty v Praze. Řada systematicko-teologická.
- Kučera, Zdeněk. Trojiční teologie: základ teologie ve zjevení. 1. vyd. Brno: L. Marek, 2002. 303 s. Pontes pragenses; sv. 21. ISBN 80-86263-21-5.
- Kučera, Zdeněk. Hoře a milost: ke kořenům teologie církve radikálního modernismu. 1. vyd. Brno: L. Marek, 2002, c2001. 128 s. Pontes pragenses; sv. 17. ISBN 80-86263-19-3.
- Kučera, Zdeněk, ed. a Lášek, Jan Blahoslav, ed. Modernismus – historie nebo výzva?: studie ke genezi českého katolického modernismu. 1. vyd. Brno: L. Marek, 2002. 300 s. Pontes pragenses; sv. 24. ISBN 80-86263-35-5.
- Kučera, Zdeněk. Náboženská témata včera a dnes: studie a reflexe k porozumění teologické přítomnosti. Vyd. 1. Praha: M&V, 2003. 104 s. ISBN 80-86771-04-0.
- Kučera, Zdeněk. O teologickou totožnost církve československé husitské. 1. vyd. Praha: Ústřední církevní nakladatelství, 1988. 134 s. Skripta pro stud. účely Husovy čs. bohosl. fak. v Praze. Řada systematicko-teologická.
- Kučera, Zdeněk. Pravda a iluze moderní teologie: Emil Brunner – Paul Tillich – obrat teologie CČSH. Praha: Husova československá bohoslovecká fakulta, 1986. 188 s.

### Sborníky
- Zdeněk Kučera, Daniel Toth, Jiří Vogel: Zdeněk Trtík: teolog Církve československé husitské. Hradec Králové – Praha 2005
- Živý odkaz modernismu (2002 : Praha, Česko); Lášek, Jan Blahoslav, ed., Kučera, Zdeněk, ed. a Kořalka, Jiří, ed. Živý odkaz modernismu: sborník příspěvků z mezinárodní konference, pořádané Husitskou teologickou fakultou Univerzity Karlovy v pražském Karolinu dne 29. listopadu 2002. 1. vyd. Brno: L. Marek, 2003. 240 s. Pontes pragenses; sv. 30. ISBN 80-86263-42-8.
- Teologické vzdělání v pojetí modernistů včera, dnes a zítra (2003 : Praha, Česko); Kučera, Zdeněk, ed. a Lášek, Jan Blahoslav, ed. Docete omnes gentes: sborník příspěvků z mezinárodní konference, pořádané Husitskou teologickou fakultou Univerzity Karlovy v pražském Karolinu 2. a 3. října 2003 na téma Teologické vzdělání v pojetí modernistů včera, dnes a zítra = Sammelband von Beiträgen der internationalen Konferenz, die von der Hussitischen Theologischen Fakultät der Karls-Universität im Prager Karolinum am 2. und 3. Oktober 2003 zum Thema Theologische Bildung in der Auffassung der Modernisten – gestern, heute und morgen durchgeführt wurde. 1. vyd. Brno: L. Marek, 2004. 190 s. Pontes pragenses; sv. 35. ISBN 80-86263-55-X.
- Zdeněk Kučera, Filipi, Pavel et al. Člověk a náboženství: materiály pro vzdělávání příslušníků ozbrojených sil. 1. vyd. Praha: Magnet-Press, 1992. 94 s. Profil.

### Studie, eseje a články
- Vycházely v domácích i zahraničních časopisech, hlavně však v dvouměsíčníku Náboženská revue církve československé (později Theologická revue CČS/H/), jejímž byl dlouholetým kmenovým autorem; dále pak v týdeníku Český zápas a kalendáři Blahoslav.